# Cratere Bak
Bak  è un cratere sulla superficie di Marte.